# روکتا سانت‌آنتونیو
روکتا سانت‌آنتونیو (به ایتالیایی: Rocchetta Sant'Antonio) یک کومونه در ایتالیا است که در استان فوجا واقع شده‌است.
 روکتا سانت‌آنتونیو ۷۱٫۹۰ کیلومتر مربع مساحت و ۱٬۹۸۲ نفر جمعیت دارد و ۶۳۰ متر بالاتر از سطح دریا واقع شده‌است.

## خواهرخوانده
شهرهای کولنیو و جایبا خواهرخوانده‌های روکتا سانت‌آنتونیو هستند.